# Lars Söderström (nationalekonom)
Lars-Ivar Wictor Söderström, född 14 mars 1940 i Norrköping, död 10 juni 2024 i Lund, var en svensk professor i nationalekonomi.

## Biografi
Söderström blev professor vid Göteborgs universitet 1993, och professor i nationalekonomi vid Lunds universitet 1997. Hans forskning kretsade främst kring löneteori, hälsoekonomi och socialförsäkringsekonomi.

## Utmärkelser, ledamotskap och priser
- Ledamot av Vetenskapssocieteten i Lund (LVSL, 1989) [5]